# Marrangaroo National Park
Marrangaroo National Park är en park i Australien. Den ligger i delstaten New South Wales, i den sydöstra delen av landet, omkring 110 kilometer nordväst om delstatshuvudstaden Sydney.
Närmaste större samhälle är Lithgow, nära Marrangaroo National Park. 
I omgivningarna runt Marrangaroo National Park växer huvudsakligen savannskog. Runt Marrangaroo National Park är det mycket glesbefolkat, med 6 invånare per kvadratkilometer. Genomsnittlig årsnederbörd är 1 149 millimeter. Den regnigaste månaden är februari, med i genomsnitt 214 mm nederbörd, och den torraste är juli, med 26 mm nederbörd.